# Kalacki Tunelik
Kalacki Tunelik – jaskinia, a jednocześnie schronisko, w Dolinie Kondratowej w Tatrach Zachodnich. Ma dwa otwory wejściowe położone pod szczytem Kalackiej Turni na wysokościach 1377 i 1381 metrów n.p.m. Długość jaskini wynosi 7 metrów, a jej deniwelacja 4 metry.

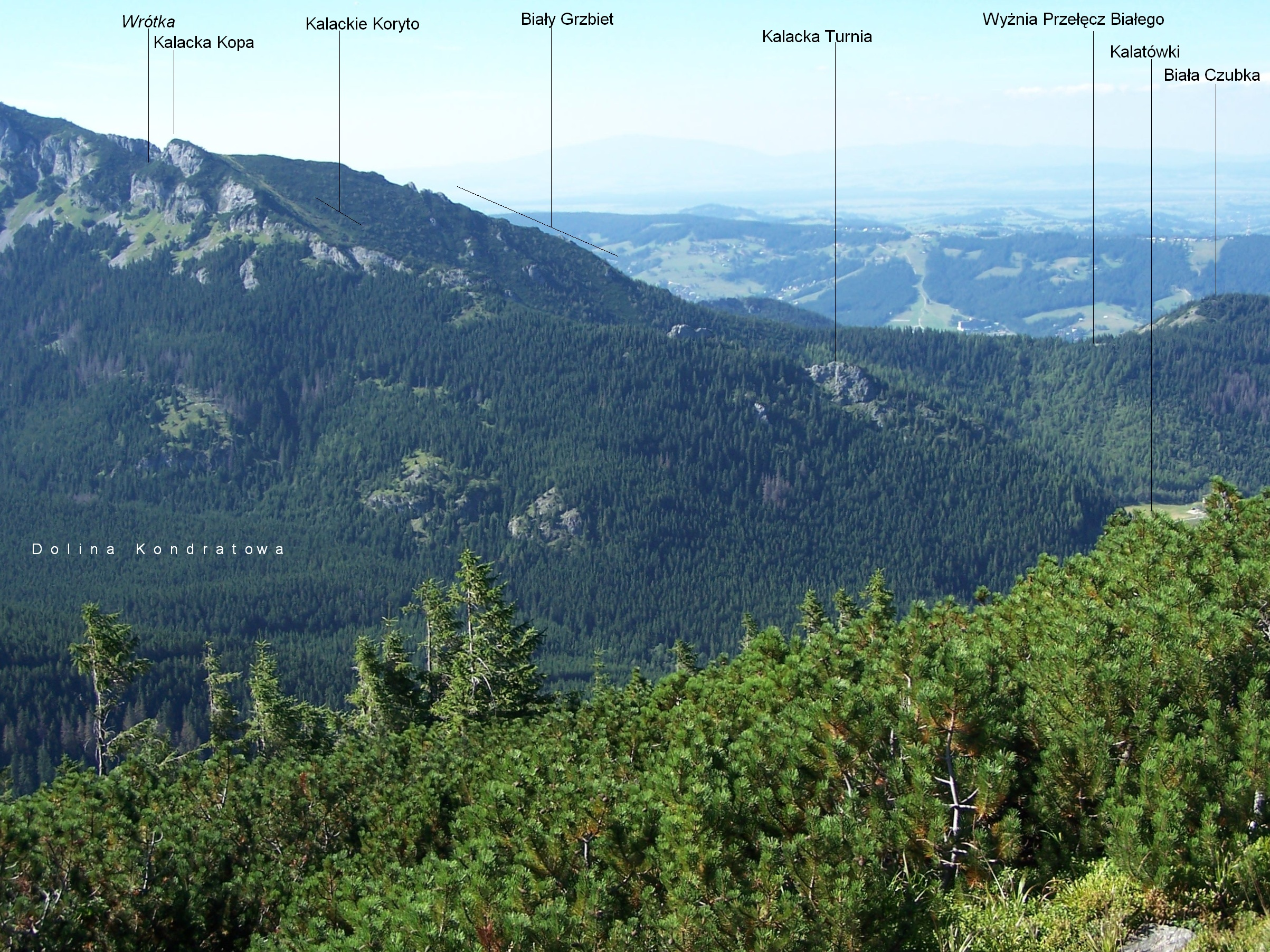
Dolina Kondratowa i Kalacka Turnia

## Opis jaskini
Jaskinię stanowi tunel przebijający grań na wylot. Od dolnego otworu idzie on stromo do góry, z niewielkimi prożkami, do górnego otworu. Znajduje się tu niewielka nyża z okapem.

## Przyroda
W jaskini nie ma nacieków. Ściany są suche, rosną na nich mchy i porosty.

## Historia odkryć
Jaskinię zbadał Stefan Zwoliński z Jerzym Zahorskim w 1933 roku. Jej pierwszy plan i opis sporządziła Izabella Luty przy pomocy Magdaleny Kapełuś w 2001 roku.